# KaprKód
KaprKód je česká konceptuální[ujasnit] dokumentární opera režisérky Lucie Králové odhalující život a dílo hudebního skladatele, publicisty a pedagoga Jana Kapra. Snímek získal cenu české filmové kritiky za nejlepší dokumentární film roku 2022 a hlavní cenu sekce Česká radost na Mezinárodním festivalu dokumentárních filmů v Jihlavě.

## Koncept filmu
Film, uváděný jako dokumentární opera, je netradičním konceptem, který s využítím různých filmových i hudebních prostředků a postupů představuje život prominentního skladatele Jana Kapra (1914–1988). Autor byl sice po dlouhou dobu prominentem komunistického režimu (mimo jiné laureátem Stalinovy ceny), později se však autoritám znelíbil a byl téměř úplně vymazán z historické paměti. Jeho dílo představuje progresivní trendy v experimentální elektronické hudbě a dává autorce filmu spoustu interpretačních možností. Film pracuje s bohatými archivy a pozůstalostí po Janu Kaprovi, včetně obrazové a filmové dokumentace, notových záznamů nebo oficiálních dokumentů či milostných dopisů.

## Tvůrčí tým
- Režie, koncept, scénář: Lucie Králová
- Libreto a režie sboru: Jiří Adámek
- Hudba: Jan Kapr, Petra Šuško
- Zpěv: Český filharmonický sbor Brno, sbormistr Petr Fiala, sólista Karel Jakubů
- Zvuk: Michal Gábor, Petr Šoupa, Richard Müller
- Střih: Adam Brothánek
- Kamera: Tomáš Stanek, Adam Oľha, Petr Příkaský, Jakub Halousek, Martin Řezníček
- Dramaturgie: Jan Gogola, ml.